# Université Cenderawasih
L’université Cenderawasih (nom local : Universitas Cenderawasih ; en anglais : Cenderawasih University) est une université située à Jayapura dans la province de Papouasie, en Indonésie. 

## Présentation
Cette université est l'institution majeure en matière d'éducation de la province. Elle dispose de facultés en économie, droit, formation des professeurs, médecine, ingénierie et sciences sociales et politiques. Jusqu'en 2002, l'université avait une faculté de sciences de l'agriculture qui a été séparée pour créer l'Universitas Negeri Papua. L'université est partagée en deux aires principales : le Kampus lama (le vieux campus) qui se trouve dans la zone périurbaine de Abepura et le Kampus baru (le nouveau campus) qui se trouve dans la zone des collines de la vallée de Waena.

## Kampus Lama (vieux Campus) Abepura
- Faculty of Teacher Training and Education
- Faculty of Medicine
- faculty of Public Health
- Faculty of Law (Library & Extension)
- Faculty of Social and Political Science (Extension)
- Faculty of Nursing

## Kampus Baru (nouveau Campus) Waena HillSide
- Faculty of Economics
- Faculty of Social and Political Sciencece(Main Building)
- Faculty of Law (Main Faculty)
- Faculty of Mathematics and Natural Sciences
- Faculty of Engineering